# Giro d'Italia de 1939
Giro d'Italia de 1939 foi a vigésima sétima edição da prova ciclística Giro d'Italia (Corsa Rosa), realizada entre os dias 28 de abril e 18 de maio de 1939.
A competição foi realizada em 17 etapas com um total de 3.011 km.
O vencedor foi o ciclista Giovanni Valetti. Largaram 89 competidores cruzaram a linha de chegada 545 corredores.